# Port de Saumaty
Le port de Saumaty, situé à proximité de l'Estaque, est depuis 1976 le port de pêche professionnel de la ville de Marseille (France). Dernière extension du Grand port maritime de Marseille (GPMM), il accueille, sur quatre hectares de bassins et quatre hectares de terre-pleins, thoniers, chalutiers et petits métiers ainsi qu’une grande criée, le marché de gros du poisson situé auparavant sur le Vieux-Port de Marseille dans une halle transformée depuis en théâtre national : La Criée - Théâtre national de Marseille.

## Histoire

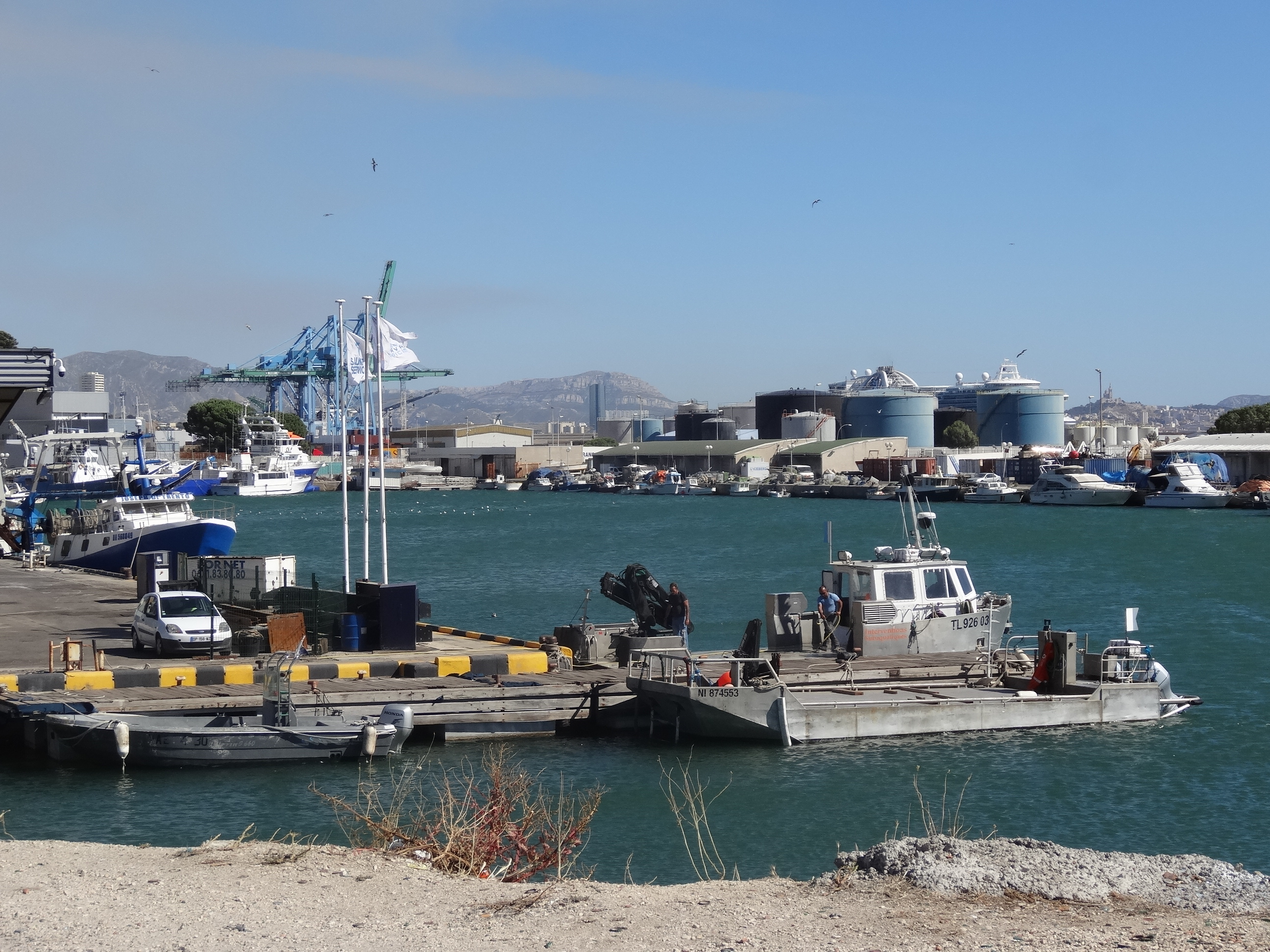
Dernier espace destiné à la pêche de la ville de Marseille, le port de Saumaty subit depuis quelques années un appauvrissement de son activité et la diminution du nombre de marins.

En 2015, la Métropole d'Aix-Marseille-Provence, titulaire d'une autorisation d'occupation temporaire du Grand port maritime de Marseille (GPMM), décide de restructurer l'espace et les quais à hauteur de 10 millions d'euros car l'appauvrissement de l'activité de pêche et la diminution du nombre de marins opérant dans la rade entraînent la sous-exploitation du port, même s'il bénéficie d'une halle à marée. 
Un projet, toujours  en cours en 2025, prévoit de regrouper l'activité de pêche à l'ouest du site et d'installer sur les zones libérées des activités industrielles maritimes en lien avec les activités de la robotique subaquatique et de la forme 10.
Dans le cadre d'un cluster maritime créé avec le soutien de lʼÉtat et des collectivités locales, une dizaine d'entreprises œuvrant dans le domaine maritime seront ainsi regroupées.

## Infrastructures

### Gestion
Le port est géré par Somimar, société d'économie mixte au sein du Marché d'intérêt national (MIN) Marseille Provence Métropole.

### Activités et installations
- Boxes de pêcheurs
- Tour à glace
- Halle à marée (criée)
- Ateliers de mareyage (sardine, anchois...)